# Discografia di Antonello Venditti
La discografia di Antonello Venditti, cantautore italiano, inizia nel 1972 con Theorius Campus (insieme a Francesco De Gregori)

## Album

### Album in studio
- 1972 – Theorius Campus (con Francesco De Gregori)  (IT Records)
- 1973 – L'orso bruno  (RCA)
- 1973 – Le cose della vita  (RCA)
- 1974 – Quando verrà Natale  (RCA)
- 1975 – Lilly  (RCA)
- 1976 – Ullàlla  (RCA)
- 1978 – Sotto il segno dei pesci  (Philips Records)
- 1979 – Buona domenica  (Philips Records)
- 1982 – Sotto la pioggia  (Heinz Records)
- 1984 – Cuore  (Heinz Records)
- 1986 – Venditti e segreti  (Heinz Records)
- 1988 – In questo mondo di ladri  (Heinz Records)
- 1991 – Benvenuti in paradiso  (Heinz Records)
- 1995 – Prendilo tu questo frutto amaro  (Heinz Records)
- 1999 – Goodbye Novecento (Heinz Records)
- 2003 – Che fantastica storia è la vita  (Heinz Records)
- 2007 – Dalla pelle al cuore (Heinz Records)
- 2011 – Unica  (Heinz Records)
- 2015 – Tortuga  (Heinz Records)

### Album dal vivo
- 1975 – Bologna 2 settembre 1974 (dal vivo) (con Francesco De Gregori, Lucio Dalla e Maria Monti)
- 1983 – Circo Massimo
- 1985 – Centocittà
- 1992 – Da San Siro a Samarcanda - L'amore insegna agli uomini
- 2001 – Circo Massimo 2001
- 2004 – Campus Live
- 2013 – Io, l'orchestra, le donne e l'amore
- 2014 – 70.80 Ritorno Al Futuro
- 2015 – Tortuga Un giorno in paradiso Stadio Olimpico
- 2019 – Sotto il segno dei pesci - The Anniversary tour
- 2023 – Il concerto Live (con Francesco De Gregori)

### Raccolte
- 1976 – A misura d'uomo
- 1977 – Cronache
- 1987 – Compagno di scuola
- 1988 – L'album di Antonello Venditti
- 1990 – Gli anni '80
- 1991 – Il diario
- 1992 – Gli anni '70
- 1997 – Antonello nel Paese delle Meraviglie
- 1999 – I miti
- 2000 – Se l'amore è amore...
- 2002 – Il coraggio e l'amore
- 2006 – Diamanti
- 2009 – Le donne
- 2012 – TuttoVenditti
- 2013 – Portfolio

### Colonne sonore
- 1986 – Troppo forte (Heinz Music, HLP 2371)

## 45 giri
- 1972 – Ciao uomo/Roma capoccia
- 1973 – L'orso bruno/E li ponti so' soli
- 1973 – Le tue mani su di me/Le cose della vita
- 1974 – Ciao uomo/Roma capoccia
- 1974 – Marta/Campo de' fiori
- 1975 – Roma (non si discute, si ama)/Derby (lato B eseguito dalla Pyrol's Band)
- 1975 – Lilly/Compagno di scuola
- 1976 – Lilly/Marta (pubblicato in Spagna)
- 1976 – Maria Maddalena/Una stupida e lurida storia d'amore
- 1978 – Sotto il segno dei pesci/Sara
- 1978 – Bomba o non bomba/Giulia
- 1979 – Buona domenica/Mezzanotte
- 1979 – Otro domingo mas/Mezzanotte (pubblicato in Spagna)
- 1979 – Robin/Stai con me
- 1982 – Sotto la pioggia/Dimmelo tu cos'è
- 1983 – Grazie Roma/Roma capoccia
- 1984 – Ci vorrebbe un amico/Notte prima degli esami
- 1987 – Peppino/Rocky, Rambo & Sting (prodotto in Austria)
- 2023 – Generale/Ricordati di me (con Francesco De Gregori)

## Canzoni scritte per altri artisti
- 1971 – È la fine della vita per Le impressioni
- 1973 – Biciclette, fiori e nuvole per Pier Maria Bologna
- 1973 – Ma quale amore per Mia Martini
- 1974 – Ruba per Mia Martini
- 1983 – Eva dagli occhi di gatto per Milva
- 1992 – Strade di Roma per Michele Zarrillo
- 2004 – Vuol Dire Crescere per Raffaella Carrà

## Partecipazioni
- 1972 – L'uccello migratore
- 1973 – La mia donna
- 1974 – Francesco De Gregori
- 1975 – Trianon '75, domenica musica
- 1976 – Progetto per un inno
- 1976 – Signore e signori, buonanotte
- 1977 – La banda del gobbo
- 1979 – Addavenì (quer giorno e quella sera)
- 1979 – 1979 Il concerto
- 1980 – Montecristo
- 1980 – ...Stop
- 1980 – Trasparenze
- 1981 – Luca Barbarossa
- 1984 – Vacanze in America
- 1986 – Troppo forte
- 1991 – Ultrà
- 1991 – Basta! Ci faccio un film
- 1994 – I mitici - Colpo gobbo a Milano
- 1997 – Antologia d'autore
- 1999 – Per sempre Ivan (Carosello)
- 2003 – Il paradiso all'improvviso
- 2004 – In questo mondo di ladri
- 2009 – Domani 21/04.2009[1]
- 2009 – Q.P.G.A.
- 2010 – Ti presento Roma mia
- 2011 – 1+90
- 2011 – Sulle labbra di un altro
- 2013 – La grande bellezza
- 2013 – Max 20

## Produzioni
- 1973 – Blue Morning
- 1973 – La mia donna
- 1973 – I Love You Maryanna/Jaqueline
- 1977 – I lupi
- 1979 – Marabel
- 1979 – Maida Vale
- 1979 – Ondina
- 1999 – Decadance[2]
- 2008 – Acqua e cielo/Vint'anni (Heinz Music, 2008), singolo dei Velut Luna.[3]